# George Farquhar
George Farquhar (Derry, ca. 1677 – Londen, 29 april 1707) was een Engelse toneelschrijver van Ierse afkomst. Hij behoort tot de Grote Vijf van het komische toneel van de Restauratie, samen met  William Congreve, George Etherege, John Vanbrugh en William Wycherley.

## Levensloop
Farquhar werd geboren in Derry als een van de zeven kinderen van de anglicaanse dominee William Farquhar. Als kind schreef hij al poëzie. In 1694 begon hij een studie aan het Trinity College in Dublin, waarschijnlijk theologie, net als zijn vader. Na twee jaar had hij er genoeg van en verliet hij de universiteit. Het is overigens niet onmogelijk dat hij is weggestuurd wegens wangedrag in plaats van vrijwillig te vertrekken.
Na een korte periode als corrector bij een uitgeverij trad Farquhar als acteur toe tot het toneelgezelschap van het Smock Alley Theatre in Dublin. Hij raakte daar bevriend met een oudere collega, Robert Wilks. Volgens ooggetuigen was Farquhar een matig acteur.
Na een incident besloot hij te stoppen als acteur. Tijdens een uitvoering vergat hij zijn zwaard tijdig te verruilen voor een nepzwaard en raakte een collega, die hij op het toneel zogenaamd moest vermoorden, ernstig gewond. In 1697 vertrok hij naar Londen.
Waarschijnlijk was het Wilks (die Farquhar spoedig naar Londen volgde, omdat hij een baan kon krijgen bij het theater van Drury Lane), die Farquhar op het idee bracht om komedies te gaan schrijven. Zijn eerste stuk, Love and a Bottle, ging in 1698 in première. Het stuk werd goed ontvangen en in de navolgende jaren, tot zijn vroegtijdige dood in 1707, schreef hij nog vijf originele stukken en twee bewerkingen.
In 1703 trouwde hij met Margaret Pemell, een weduwe met drie kinderen, die tien jaar ouder was dan hij. Het verhaal gaat dat hij haar koos omdat ze het deed voorkomen dat ze rijk was. In werkelijkheid was haar financiële positie net zo precair als de zijne. Er zijn echter geen aanwijzingen dat het huwelijk ongelukkig was. Het paar kreeg nog twee dochters.
Wegens financiële problemen liet hij zich in 1704 inlijven in het leger, waar hij het tot kapitein bracht. Hij ondertekende zijn correspondentie vaak met ‘Captain Farquhar’. Het volgende jaar leidde hij een wervingscampagne voor het leger. Zijn ervaringen verwerkte hij in zijn komedie The Recruiting Officer van 1706. In dat jaar verkocht hij zijn plaats in het leger om schulden te kunnen aflossen. Hij had een vage belofte gekregen dat er een andere functie in het leger voor hem beschikbaar was, maar die andere functie kwam niet.
Farquhar overleed in 1707, nog geen dertig jaar oud. De doodsoorzaak is niet bekend; sommige biografen vermoeden tuberculose. Op zijn ziekbed schreef hij zijn laatste stuk, The Beaux’ Stratagem. Het stuk ging in première op 8 maart 1707, anderhalve maand voor de auteur overleed.
Farquhar werd begraven in de kerk van St. Martin-in-the-Fields. Omdat zijn familie financieel aan de grond zat, betaalde Robert Wilks de begrafenis.

## Werken
Farquhars stukken staan in de traditie van de ‘Restoration comedy’. De karakters zijn mensen uit de hogere kringen, die een losbandig leven leiden. Ze praten vrijmoedig over seks en over hun avontuurtjes. Hun stukken wekten de ergernis op van de puriteinen en hun geestverwanten. In 1698, het jaar waarin Love and a Bottle in première ging, publiceerde de predikant Jeremy Collier een vlammend pamflet tegen het immorele toneel van zijn tijd. Toen enkele collega’s van Farquhar (onder wie  William Congreve en John Vanbrugh) zich gingen verdedigen, leidde dat tot een pamflettenoorlog. Farquhar deed daar niet aan mee.
Hoewel Farquhar zeker niet tot de hogere kringen behoorde, staan zijn stukken geheel in de traditie van het Restauratietoneel. In Love and a Bottle komt een Ier met de naam Roebuck voor, die uit Ierland is gevlucht. Hij heeft een vrouw zwanger gemaakt van een tweeling, en zijn vader wil dat hij met haar gaat trouwen. Daar heeft hij absoluut geen zin in. Maar, zo vertelt hij, gelukkig is de vrouwelijke helft van de tweeling inmiddels al overleden. Dit soort passages waren koren op de molen van Collier en consorten.
Anders dan de komedies van zijn collega's lijken de stukken van Farquhar vaak meer op een klucht. De dialogen zitten vol absurde wendingen. De personages lijken soms een wedstrijd te houden wie het hardst kan overdrijven.
Farquhar schreef de volgende stukken:
- Love and a Bottle (1698).
- The Constant Couple, or A Trip to the Jubilee (1699) was een groot succes, maar de opvolger
- Sir Harry Wildair (1701) was een complete mislukking. Het stuk is na de première zelden meer opgevoerd.
- The Inconstant, or The Way to Win Him was een bewerking van The Wild Goose Chase van John Fletcher.
- The Twin-Rivals (1702).
- The Stage Coach is een vrije bewerking van Les Carosses d’Orléans van Jean de la Chapelle. Farquhar schreef het samen met zijn collega-toneelschrijver Peter Anthony Motteux.
- The Recruiting Officer (1706).
- The Beaux’ Stratagem (1707) eindigt, zeer ongebruikelijk voor een komedie, met een echtscheiding.

Daarnaast schreef Farquhar de prozavertelling The Adventures of Covent-Garden (1699), een essay A Discourse upon Comedy (1701) en enkele gedichten.